# Mitzi Møller
Mitzi Ann Møller (* 2. Oktober 1979) ist eine ehemalige dänische Fußballspielerin.

## Karriere

### Vereine
Møller begann auf der Insel Seeland für den in Hørsholm in der Region Hovedstaden ansässigen Hørsholm-Usserød Idrætsklub mit dem Fußballspielen. Dort, in Hillerød, spielte sie von 1996 bis 2001 für Hillerød Fodbold, bevor sie im Alter von 20 Jahren vom Brøndby IF, der in der 3F Ligaen, der seinerzeit höchsten Spielklasse im dänischen Frauenfußball, vertreten war, verpflichtet wurde.
Nachdem sie am 19. August 2001 beim 2:2-Unentschieden im Punktspiel gegen Fortuna Hjørring zum Einsatz gekommen war, erzielte sie am 6. Oktober 2001 (9. Spieltag) beim 16:0-Sieg über den AC Horsens mit dem Treffer zum 13:0 in der 79. Minute ihr erstes Tor für den Verein, womit ihr Verein die Tabellenspitze erklomm.
Mit ihrer Mannschaft erreichte sie 2001 das Finale um den nationalen Vereinspokal, das jedoch mit 2:3 im Odense Stadion gegen Fortuna Hjørring verloren wurde, wie auch ein Jahr später an selber Stätte mit 1:4.
Als Co-Trainerin die Cheftrainer Martin Müller beim unterklassigen Verein Fredensborg BI, trat sie am 14. August 2019 in der 1. Runde des Wettbewerbs um den nationalen Vereinspokal für den Verein als Spielerin in Erscheinung. Saison übergreifend kam sie bislang in fünf Pokalspielen zum Einsatz, in denen sie ebenso viele Tore erzielte. Bei ihren zwei Teilnahmen drang sie mit ihrer Mannschaft jeweils bis ins Achtelfinale vor.

### Nationalmannschaft
Nachdem Møller für die Nachwuchsnationalmannschaften des DBU in den Altersklassen U17, U19 und U21 insgesamt 29 Länderspiele bestritten hatte, debütierte sie am 12. März 2000 in der A-Nationalmannschaft, die das erste Spiel der Gruppe A im Turnier um den Algarve-Cup in Albufeira mit 0:1 gegen die Nationalmannschaft Schwedens verlor. In den zwei weiteren Gruppenspielen wurde sie ebenfalls eingesetzt. In den Turnieren 2001 (6:0 vs. Finnland; 13. März in Olhão) und 2002 (1. und 3. Spiel der Gruppe A und Spiel um Platz 5) wurde sie ebenfalls eingesetzt.
Des Weiteren bestritt sie sechs Freundschaftsländerspiele, das erste am 27. August 2000 in Aachen bei der 0:7-Niederlage gegen die Nationalmannschaft Deutschlands, vier EM-(dritte bis sechste in Gruppe 4) und fünf WM-Qualifikationsspiele (dritte bis sechste in Gruppe 2) sowie das Relegationshinspiel am 23. August 2002 bei der 0:2-Niederlage gegen die Nationalmannschaft Frankreichs in Lens, das zugleich auch ihr letztes Länderspiel war. Obwohl sie dem Kader für die Europameisterschaft 2001 angehörte, wurde sie in keinem Spiel eingesetzt.

## Erfolge
- Dänischer Pokal-Finalist 2001, 2002